# أريكسون دانسو
أريكسون دانسو (بالهولندية: Erixon Danso) (22 يوليو 1989 بأمستردام في هولندا - ) هو لاعب كرة قدم هولندي في مركز الهجوم. شارك مع منتخب أروبا لكرة القدم. أما مع النوادي، فقد لعب مع أياكس أمستردام ونادي أوترخت ونادي أوريويلا ونادي الصفاء ونادي إيمن ونادي دوردريخت وفالنسيا ميستايا.

## وصلات خارجية
- أريكسون دانسو على موقع قاعدة بيانات كرة القدم.إي يو (الإنجليزية)
- أريكسون دانسو على موقع ناشيونال فوتبول تيمز (الإنجليزية)
- أريكسون دانسو على موقع Soccerway.com (الإنجليزية)